# دایچی یاسوئو
دایچی یاسوئو ((به ژاپنی: 大地 康雄 Daichi Yasuo)؛ زادهٔ ۲۵ نوامبر ۱۹۵۱) یک هنرپیشه اهل ژاپن است.
از فیلم‌ها یا برنامه‌های تلویزیونی که وی در آن نقش داشته است می‌توان به زن مالیات اشاره کرد.